# Heinkel He 219 Uhu
Хейнкель He-219 «Филин» (нем. Heinkel He-219 «Uhu») — двухмоторный поршневой ночной истребитель. Первый специально спроектированный самолёт такого типа в Германии. Первый в мире боевой самолёт, оснащённый катапультируемыми креслами.

## История создания
Ночной истребитель авиакомпании Хейнкель начинался в 1940 году как инициативный проект P.1055, предполагавший создание многоцелевого самолёта, способного решать задачи тяжёлого истребителя дальнего действия, скоростного разведчика и бомбардировщика-торпедоносца. Его предполагось оснастить двумя двигателями Даймлер-Бенц DB 610 мощностью по 2950 л. с. каждый, обеспечивающих максимальную скорость 750 км/ч и дальность 4000 км с бомбовой нагрузкой массой 2000 кг.
Но проект был отклонён из-за его высокой технической сложности и наличия большого числа неосвоенных новшеств: гермокабины, катапультируемых кресел пилотов, носовой стойки шасси, дистанционно-управляемого оборонительного вооружения.
О проекте вспомнили в январе 1942 года, когда в Германии возникла потребность в специализированных ночных истребителях, способных отразить налёты английской стратегической бомбардировочной авиации. Обновлённый проект P.1060 отличался меньшими размерами машины и установкой более лёгких и простых двигателей Даймлер-Бенц DB 603. Он предусматривал создание двухмоторного самолёта, оснащённого трёхопорным шасси с убираемыми назад с поворотом на 90 градусов стойками, радиолокатором FuG 212 «Лихтенштейн C-1» и вооружением, состоящим из двух 20-мм пушек MG 151/20 или одной 30-мм пушки MK 108 в подфюзеляжном обтекателе и двух 15-мм пушек MG 151/15 в корнях крыльев. Оборонительное вооружение включало управляемые наблюдателем верхнюю и нижнюю дистанционные установки по два 13-мм пулемёты MG 131 в каждой. Прорабатывалась возможность подвески до 2 тонн бомб.
В дальнейшем, из-за низкой эффективности дистанционно-управляемого оборонительного вооружения, от него было решено отказаться, сократив оборонительное вооружение до одного пулемёта MG 131 в задней кабине и одновременно усилив наступательное вооружение: вместо одной-двух пушек в подфюзеляжном обтекателе было предусмотрено размещение четырёх 15—30-мм пушек, а размещённые в корневой части крыльев пулемёты заменены на пушки MG 151/20.
Одновременно с разработкой ночного истребителя He-219A прорабатывалась и высотная модификация этого самолёта, He-219B, которая отличалась установкой двигателей DB 614 (модификация DB 603 с трёхскоростным нагнетателем), удлинёнными консолями крыльев (28,5 вместо 18 м) и сдвоенными колёсами на убираемых вперёд основных стойках шасси. Однако вскоре основные усилия были сосредоточены на проекте He-219A, который приобрёл схему шасси He-219B как более эффективную. Для ускорения работ по самолёту, постройку прототипа начали в феврале 1942 года, не дожидаясь окончательной доводки чертежей.
Однако проект встретил сопротивление в лице начальника рейхсминистерства авиации (RLM) Эрхарда Мильха, который в январе 1942 года отклонил предложения Хейнкеля, мотивировав своё решение необходимостью сокращения количества выпускаемых типов самолётов. Он полагал, что задачи ночного перехвата смогут эффективно выполнять соответствующие модификации самолётов Ju-88 и Me-210. Возможно, на такое решение повлияли и личные неприязненные взаимоотношения Мильха с Хейнкелем и командующим ночной авиацией Йозефом Каммхубером.
17 августа 1942 года Каммхубер посетил конструкторское бюро в Мариене, где разрабатывался He-219A. Он был настолько впечатлён возможностями самолёта, что уже на следующий день — 18 августа — несмотря на возражения Э. Мильха, убедил министерство авиации выдать заказ на строительство 100 самолётов He-219A с установкой двигателей DB 603A, не ожидая окончания доводки двигателей DB 603G.
Через 11 месяцев после начала разработки, 15 ноября 1942 года, опытный ночной истребитель He-219 V1 с двигателями DB 603A впервые поднялся в воздух.

## Конструкция самолёта He-219 V1 (первый прототип)

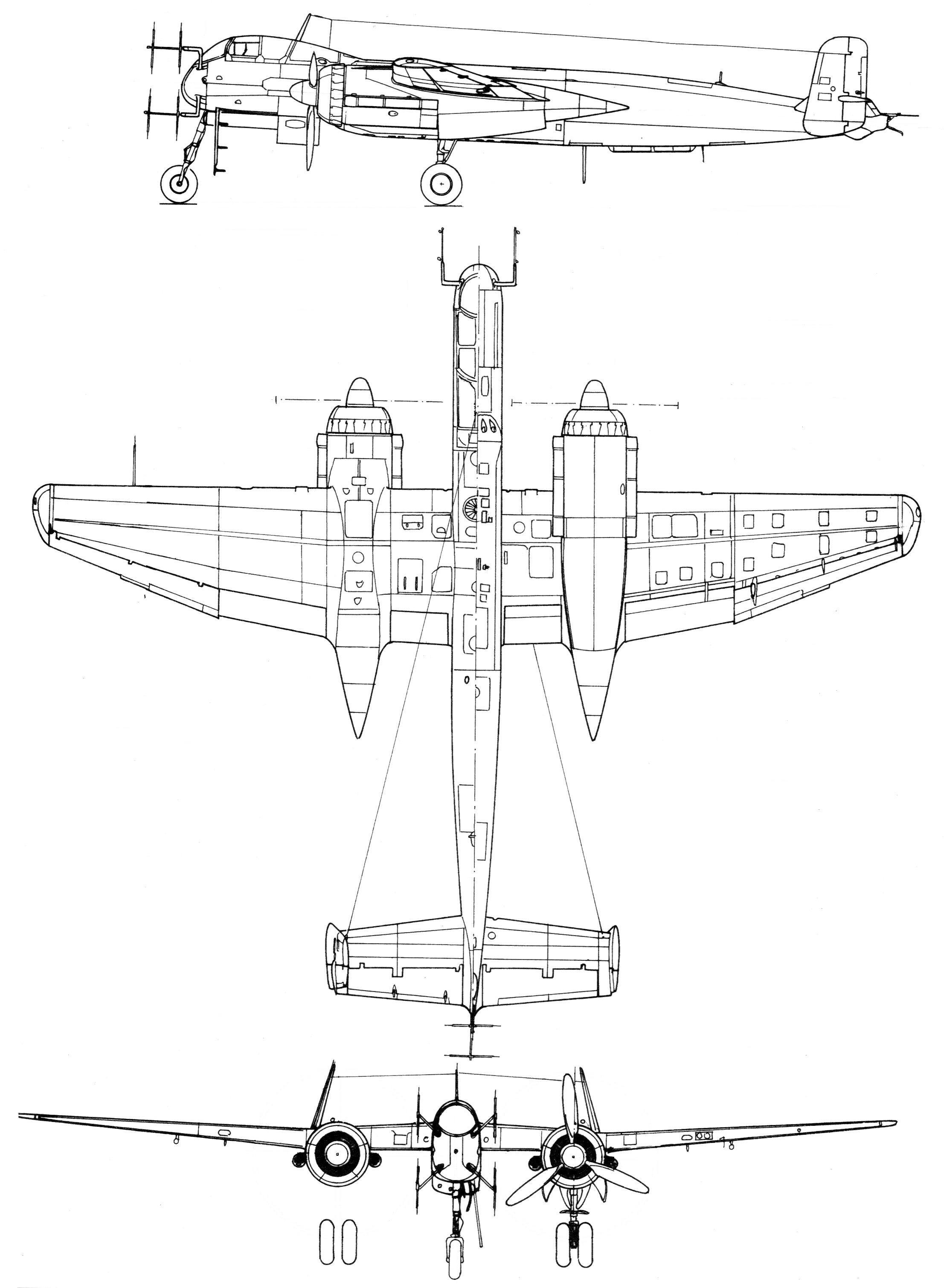
Проекции He 219A-7/R1

Цельнометаллический высокоплан с фюзеляжем четырёхугольного сечения с гладкой обшивкой и двухкилевым оперением. Крыло однолонжеронное неразъёмное с работающей обшивкой, вооружённое закрылками Фаулера и элеронами Фриза. Между ними размещались двигатели жидкостного охлаждения DB 603A с лобовыми радиаторами. Двигатели оснащались реактивными патрубками, которые на высоте в 5700 м давали прирост тяги на 130 кг.
Два члена экипажа размещались тандемно спиной к спине. С модификации He 219A-7 пилот и бортстрелок имели катапультируемые кресла.
Сразу за кабиной были установлены протектированные баки ёмкостью 1100, 500 и 1000 л. Шасси трёхопорное, с носовой стойкой, убиравшейся с поворотом 90° назад под кабину; основные стойки имели сдвоенные колёса и убирались назад в мотогондолы.
Вооружение прототипа составляли две 20-мм пушки в корнях крыла и 13-мм оборонительный пулемёт. Вес пустого самолёта с таким набором оружия составил 9040 кг, взлётный — 11760 кг Нагрузка на крыло — 263 кг/м².

## Прототипы
He-219 V1 — первый лётный прототип самолёта, в дальнейшем использовался для испытаний вооружений в Пенемюнде. Вооружение — две 20-мм пушки и 13-мм пулемёт в задней части кабины. 
He-219 V2 — прототип для лётных испытаний. Вооружение — шесть 20-мм пушек. 
He-219 V3 — имел удлинённый фюзеляж (с 14,5 до 15,4 м) и увеличенный киль, которые решили проблему устойчивости. Вооружение — шесть 20-мм пушек.
He-219 V4 — установлен радиолокатор FuG 212 «Лихтенштейн C-1». Вооружение — шесть 20-мм пушек.
He-219 V5 — изменена форма фюзеляжа (убран уступ для установки оборонительных башен). Вооружение — шесть 15-мм пушек MG 151.

## Испытания
15 ноября 1942 года первый прототип самолёта, He-219 V1 совершил первый полёт. Сразу была выявлена некоторая продольная и поперечная неустойчивость. Однако лётчик-испытатель отметил отличные взлёт и посадку из-за наличия передней опоры шасси. В середине декабря He-219 V1 перегнали в Пенемюнде для испытания вооружения. Лётные испытания продолжили на втором прототипе, He-219 V2.
В феврале 1943 года на He-219 V1 установили четыре 30-мм пушки MK 108 в подфюзеляжном обтекателе. Но при огневых испытаниях на земле нижний обтекатель полностью разрушился из-за отсутствия отверстий для выхода пороховых газов. Перед огневым испытанием в воздухе отсек вооружения снабдили вентиляцией, однако после начала стрельбы подфюзеляжная гондола оторвалась от самолёта. В результате, на трёх следующих самолётах в фюзеляж устанавливали по четыре 20-мм пушки.
25 марта 1943 года командир группы I/NJG1 майор Штрейб на опытном самолёте He-219 провёл учебный воздушный бой с тяжёлым истребителем Do 217N и высотным бомбардировщиком Ju-88S под управлением полковника фон Лоссберга из Технического департамента. Майор Штрейб из обоих поединков вышел победителем.
В мае 1943 года на одном из прототипов разместили четыре 30-мм пушки MK 103 общим весом 830 кг. Из-за более длинных стволов они обладали большей дальностью стрельбы и настильностью траектории, чем пушки MK 108; однако последние были дешевле в производстве и на 40 % легче. В результате, для сравнения на предсерийные самолёты устанавливались пушки обоих типов.
Летом 1943 года на прототип He-219 V2 установили двигатели DB 603G, которые планировали устанавливать на серийные машины. Но из-за невозможности начать поставки этих двигателей раньше чем через полгода, для установки на самолёт предложили модификацию DB 603E. После установки такого мотора на один из первых серийных самолётов от него отказались в пользу DB 603A.

### Войсковые испытания
В начале июня 1943 года в Венло, Голландия на базе I/NJG1 начались войсковые испытания предсерийных самолётов. В ночь на 12 июня предсерийный ночной истребитель He-219A-0 с тактическим номером G9+FB совершил первый боевой вылет, во время которого майор Штрейб, пилотировавший самолёт, сбил пять английских бомбардировщиков: один «Ланкастер» и четыре «Галифакса». При посадке в Венло из-за невыпустившихся закрылков самолёт скатился с полосы и разбился, экипаж не пострадал.
В последующие 10 дней было совершено 6 боевых вылетов предсерийных самолётов, в ходе которых было сбито 20 бомбардировщиков, в том числе 6 бомбардировщиков «Москито», являвшихся из-за своей высокой скорости и большой высоты полёта труднодостижимой целью.

## Производство
Первый прототип самолёта был собран в Мариене, остальные четыре — в Швехате (концентрационный лагерь Маутхаузен на востоке Австрии). При этом фюзеляжи собирались в Мелеце (Польша), затем доставлялись самолётом Me-323 к месту сборки.
Весной 1943 года в результате успешных испытаний самолёта министерство авиации решило увеличить заказ со 100 до 300 машин. Но директор комитета по производству самолётов Фридаг представил доклад, в котором отметил, что из-за налётов бомбардировочной авиации союзников фирма «Хейнкель» не сможет выпускать более 10 самолётов в месяц. Несмотря на отчёт, 15 июня 1943 года Эрхард Мильх санкционировал выпуск He-219 в количестве 24 машин в месяц.
Первый серийный самолёт был официально принят люфтваффе в октябре 1943 года. За последующие полгода, несмотря на требования Каммхубера, самолётом He-219 смогли перевооружить только одну группу, I/NJG1. Попытки наладить производство планеров в Бужине (Польша) не удались из-за отсутствия необходимого оборудования и низкой квалификации рабочих.
К декабрю 1943 года план производства был увеличен до 100 машин в месяц, и для его выполнения стали готовить вторую сборочную линию в Мариене. Однако фирма «Хейнкель» не могла выполнить такой план производства полностью. Она и так постоянно срывала сроки поставок. Воспользовавшись сложившейся ситуацией, Мильх сделал попытку прекратить выпуск He-219, обосновывая своё решение слишком узкой специализацией самолёта и большими трудозатратам, 30 000 человеко-часов, при производстве. Но альтернативные He-219 машины — Ju-88G и Do 335 имели свои проблемы: Ju-88G в тот момент времени ещё не был принят на вооружение, имел проблемы в доводке и также требовал больши́х трудозатрат, а Do-335 вообще не имел всепогодного варианта. Выпуск He-219 продолжился.
Весной 1944 года министр вооружения Альберт Шпеер увеличил приоритет программы выпуска самолётов He-219, и Э. Мильх отказался от попыток прекратить производство истребителя Хейнкеля.
В марте 1944 года в люфтваффе передали истребитель новой модификации — He-219A-5, выпущенный в Швехате. Завод в Мариэнэ стал поставлять самолёты данной модификации с апреля 1944 года. После поступления самолёта в часть оборонительное вооружение, как правило, сразу снималось, так как бортоператору сложно было одновременно контролировать экран радиолокатора и наблюдать за задней полусферой. Но с 1944 года для расчистки воздуха перед налётом бомбардировщиков англичане стали использовать ночные истребители на базе скоростного бомбардировщика «Москито», в результате чего потери немецких ночных истребителей резко возросли. Проблему попытались решить, вернув оборонительный пулемёт и добавив в состав экипажа воздушного стрелка, но для этого потребовались изменения конструкции самолёта. Другим вариантом решения был максимально облегченный «противомоскитный» самолёт. В итоге авиаконструкторы предпочли трёхместный вариант.
После улучшения ситуации с поставками двигателей DB 603G заводы перешли на выпуск самой массовой модификации A7. К концу 1944 года было выпущено 214 He-219 различных модификаций, из них 108 в Швехате, остальные в Мариэнэ. Но после принятия в ноябре «Срочной истребительной программы» министерство авиации приказало остановить производство He-219. Кроме того, завод в Мелеце из-за наступления Советской Армии был потерян в августе 1944 года. Хейнкель сначала проигнорировал приказ и запустил новую сборочную линию в Ораниенбурге, но выпустить ему удалось только 54 машины. Их передали в части вместе с 20 переоборудованными опытными машинами.
Всего построено 268 серийных He-219 различных модификаций: 11 — в 1943, 195 — в 1944 и 62 — в 1945 году.

## Модификации

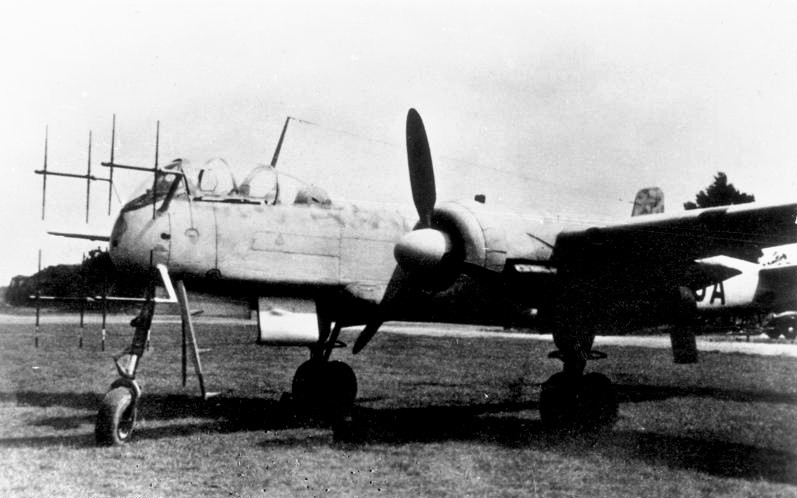
Heinkel He 219 A-2

Не-219A-0/R1 — предсерийный самолёт с вооружением: 4×30-мм пушки MK 108 и 2×20-мм пушки. Оснащён радиолокатором «Лихтенштейн С-1».
Не-219A-0/R2 — предсерийный самолёт с вооружением 4×30-мм пушки MK 103 и 2×20-мм пушки. Оснащён радиолокатором «Лихтенштейн С-1».
Не-219A-1 — самолёт с двигателями DB 603E и вооружением 2×20 мм MG 151 в корнях крыла, 2×30 мм MK 108 в нижней гондоле и 2 30 мм MK 108 в установке «Неправильная музыка» под углом 65° к горизонту за кабиной экипажа. Серийно не строился.
Не-219A-2/R1 — первая серийная модификация с двигателями DB 603A. Отличались дополнительным подфюзеляжным 900-литровым топливным баком и удлинёнными мотогондолами с 390-литровыми баками в их задней части. Первые 12 самолётов имели радиолокатор «Лихтенштейн С-1», остальные — «Лихтенштейн SN-2». Имели различный состав вооружения. Выпускались в Швехате. Всего построено 40 машин.
Не-219A-3 — трёхместный истребитель-бомбардировщик с двигателями DB 603G. Серийно не строился.
Не-219A-4 — высотный бомбардировщик с двигателями Jumo 222. Имел увеличенный размах крыла. Серийно не строился.
Не-219A-5 — вооружение 2×20 мм MG 151 в корнях крыла, 2×30 мм MK 108 в установке «Неправильная музыка» и две пушки в подфюзеляжном обтекателе, тип которых зависел от варианта. Двигатели — DB 603A.

Не-219A-5/R-1 — 2×30 мм MK 108 в подфюзеляжном обтекателе.
Не-219A-5/R-2 — 2×20 мм MG 151 в подфюзеляжном обтекателе.
Не-219A-5/R-3 — 2×30 мм MK 103 в подфюзеляжном обтекателе.
Не-219A-5/R-4 — экипаж увеличен до 3 человек, изменена форма фонаря и удлинена на 780 мм носовая часть фюзеляжа, в результате максимальная скорость упала на 35 км/ч. Добавлен оборонительный 13-мм пулемёт MG 131. В подфюзеляжном обтекателе обычно устанавливались две 20-мм пушки MG 151.
He-219A-5/R2-U2 — один из вариантов последних серийных самолётов модификации A5. Этому варианту соответствовал самолёт A5/R2 с двигателем DB 603G.
Последние серийные машины модификации A5 отличались друг от друга составом вооружения и формой фюзеляжа. На них устанавливались двигатели DB  603E, DB 603Аа или DB 603G. Всего выпущено 96 машин с литерой «U».
Не-219A-6 — «противомоскитный» вариант с двигателями DB 603L (DB 603E с двухступенчатым нагнетателем и системами впрыска MW 50 и GM 1). Вооружение: 4×20 мм пушки MG 151. Отличался отсутствием части оборудования и полным отсутствием бронирования. Взлётный вес составил 11960 кг, скороподъёмность — 9,2 м/с, максимальная скорость — 645 км/ч. Изготовлено несколько самолётов данной модификации.
Не-219A-7 — с двигателями DB 603G. Экипаж — 2 человека. Отличался усиленным бронированием (пилот был защищён 100-кг лобовой бронеплитой) и герметичной кабиной. Первый боевой самолёт с катапультируемыми креслами экипажа. Оборудование: радиолокаторы «Лихтенштейн SN-2» и FuG 218 «Нептун», радиостанции FuG 10P и FuG 16ZY, ответчик FuG 25a, радиовысотомер FuG 101 и устройство «слепой» посадки FuBl 2F. Для стрельбы вперёд установлен прицел «Реви» 16В, для стрельбы из установки «Неправильная музыка» — «Реви» 16G. Все самолёты этой модификации вооружались 2×30-мм пушками MK 108 в установке «Неправильная музыка», остальное вооружение зависело от варианта.
Не-219A-7/R-1 — 2×30 мм MK 108 в корне крыла; 2×30 мм MK 103 и 2×20 мм MG 151 в подфюзеляжном обтекателе.
Не-219A-7/R-2 — 2×30 мм MK 108 и 2×30 мм MK 103 в подфюзеляжном обтекателе.
Не-219A-7/R-3 — 2×20 мм MG 151 в корне крыла; 2×30 мм MK 108 и 2×20 мм MG 151 в подфюзеляжном обтекателе.
Не-219A-7/R-4 — 2×20 мм MG 151 в корне крыла; 2×20 мм MG 151 в подфюзеляжном обтекателе. Самая массовая модификация.
Не-219B-2 — «противомоскитный» вариант с двигателями DB 603L. Отличался отсутствием бронирования. Имел крыло с размахом 22,1 м и площадью 49,8 м². Экипаж — 2 человека. Вооружение: 2×20-мм MG 151 в корне крыла и 2×30-мм MK 108 в установке «Неправильная музыка». Поставлено несколько самолётов.

## Боевое применение
Поставки He-219 в боевые части начались с октября 1943 года. В основном самолёты направлялись в группу I/NJG1, переведённую в Хандорф для обороны Берлина. Несмотря на постоянную нехватку самолётов и потери, она показала хорошую результативность. Командир группы, капитан Манфред Мейрер, имел 65 побед, погиб 21 января 1944 года в столкновении с «Ланкастером».
Следующим по результативности пилотом был капитан Ганс-Дитер Франк с 55 победами, погиб 27 сентября 1943 года в столкновении с другим ночным истребителем.
1 января 1944 года разбился третий командир группы, майор Форстер, и группу возглавил Вернер Бааке, к тому моменту имевший 41 победу. Некоторые пилоты даже смогли превзойти успех майора Штрейба, сбившего на опытном самолёте 5 бомбардировщиков в одном вылете. Так, ночью со 2 на 3 ноября 1944 года оберфельдфебель Морлок за 12 минут сбил 6 самолётов, но следующей ночью сам погиб в результате атаки истребителя «Москито».
К 10 января 1945 года группа I/NJG1 имела только 64 He-219A, из которых боеспособными были 45 машин. Некоторое число машин было в штабе эскадры NJG1, а также две-три машины находились в эскадрилье «Норвегия» 5-го воздушного флота. Но с начала 1945 года группа стала нести потери ещё и от бомбово-штурмовых ударов авиации союзников. Так, 21 марта 1945 в результате бомбо-штурмового удара были уничтожены 7 «Хейнкелей», ещё 13 повреждено.
К 1 апреля группа сократилась до одной эскадрильи под командованием В. Бааке; 9 апреля война для группы фактически кончилась.

## Тактико-технические характеристики
Приведены данные модификации He 219A
Источник данных: Dressel & Greihl, 1995, p. 4

Технические характеристики
- Экипаж: 2 (пилот и наблюдатель)
- Длина: 15,54 м
- Размах крыла: 18,5 м
- Высота: 4,4 м
- Площадь крыла: 44,5 м²
- База шасси: 5,0 м
- Масса пустого: 8490 кг
- Масса снаряжённого: 9770 кг
- Нормальная взлётная масса: 11 750 кг
- Максимальная взлётная масса: 12 350 кг
- Масса топлива во внутренних баках: 1930 кг
- Объём топливных баков: 2590 л
- Силовая установка: 2 × поршневые DB 603 A
- Мощность двигателей: 2 × 1750 л. с. (2 × 1287 кВт)
- Воздушный винт: металлический VDM
- Диаметр винта: 3,6 м

Лётные характеристики
- Максимальная скорость:  
  - у земли: 490 км/ч
  - на высоте: 615 км/ч (модификация Не-219A-6 до 645 км/ч)
- Крейсерская скорость: 485 км/ч
- Посадочная скорость: 150 км/ч
- Практическая дальность: 2240 км
- Практический потолок: 10 300 м
- Скороподъёмность: 3,9 м/с
- Время набора высоты:
  - 2000 м за 3,5 мин
  - 4000 м за 7,2 мин
  - 6000 м за 11,5 мин
  - 8000 м за 18,0 мин
- Нагрузка на крыло: 275 кг/м² (при массе 12200 кг)
- Тяговооружённость: 216 Вт/кг (при массе 11750 кг)
- Длина разбега: 520 м
- Максимальная эксплуатационная перегрузка: + 6g (при массе 12200 кг)

Вооружение
- Стрелково-пушечное:  
  - наступательное: 6 × 20 мм пушек MG 151 (по 300 патр. на ствол)
  - оборонительное: 1 × 13 мм пулемёт MG 131